# سیارک ۱۴۱۱۴
سیارک ۱۴۱۱۴ (به انگلیسی: 14114 Randyray، نامگذاری:1998QE35) چهارده هزار و صد و چهاردهمین سیارک کشف شده‌است که در ۱۷ اوت ۱۹۹۸ کشف شد.
قدر مطلق سیارک برابر ۱۲.۳ است.